# 有线电视新闻网国际新闻网络亚太台
有线电视新闻网国际新闻网络亚太台（英語：CNN International Asia Pacific，以下简称CNNI亚太版）是付费有线电视网CNN国际新闻网络的亚太版。节目基地设于香港。
有線電視新聞網國際新聞網絡于1989年8月开办亚太版本。
CNNI亚太版在1997年到2005年提供独家节目，如《今日亚洲、 《CNN晨间新闻》（亚洲版）、《今日新闻》和《今晚亚洲》。自2003年年中以来， 《今日新闻》和《今日亚洲》（今《CNN今日》和《亚洲世界新闻》）在CNNI的其他版本中同时播出。其他节目差异包括重播《Amanpour》等知名节目，以及在其他地方播放现场新闻时改变周末杂志节目的放映时间，以使处在不同时区的亚太地区的观众可在近似的时间收视CNN的节目。
现时除却节目宣传片，广告和天气信息，亚太版CNN和其他版本几乎不再存在差异。

## 16:9高清化
2013年年中，CNNI亚太版推出了针对特定付费电视运营商的 16:9高清版本。同时在香港制播的节目开始以16:9格式播出。但标清信号没有停止播映，但部分电视业者将标清信号以4:3信箱格式传输。

## 中国大陆
美国有线电视新闻网报道称，他们在中国大陆签署的落地许可中规定，CNN的节目信号须经由中国大陆主控的卫星传送以便审查内容。